# Basílica de Santa Teresa de Lisieux

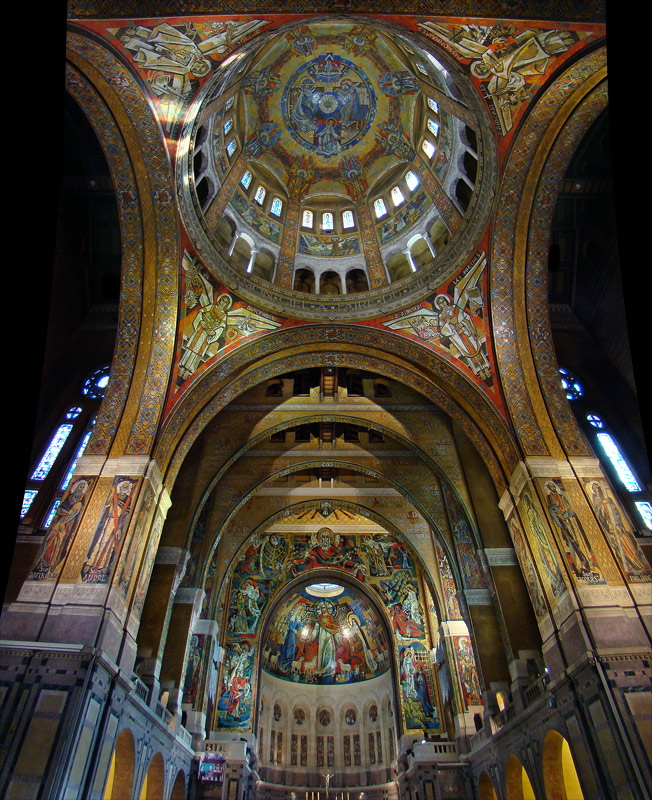
Interior da Basílica

A Basílica de Santa Teresa de Lisieux (em francês:  Basilique Sainte-Thérèse de Lisieux) é uma igreja católica romana e basílica menor dedicada a Santa Teresinha de Lisieux. Localizada em Lisieux, França, a grande basílica pode acomodar 4.000 pessoas e, com mais de dois milhões de visitantes por ano, é o segundo maior local de peregrinação na França, depois de Lourdes. O Papa João Paulo II visitou a Basílica em 2 de junho de 1980.

## História
Santa Teresinha de Lisieux foi beatificada em 1923 e canonizada em 1925. O bispo de Bayeux e Lisieux, o bispo Thomas-Paul-Henri Lemonnier, decidiu construir uma grande basílica dedicada a ela na cidade onde ela viveu e morreu. O projeto recebeu todo o apoio do Papa Pio XI, que colocou seu pontificado sob o signo de Santa Teresinha. A construção começou em 1929 e foi concluída em 1954. A basílica está localizada em uma colina no extremo sudeste da cidade. Foi financiado inteiramente por doações e contribuições especiais de vários países de todo o mundo, com base em fortes devoções a Santa Teresinha. A basílica contém, portanto, 18 altares menores oferecidos por diferentes nações a Santa Teresinha.
A basílica foi abençoada em 11 de julho de 1937, pelo legado papal Eugenio Cardeal Pacelli (futuro Papa Pio XII). As obras pararam por algum tempo devido à Segunda Guerra Mundial, mas depois foram retomadas e a basílica foi concluída em 1954. A estrutura básica, concluída antes da guerra, sofreu poucos danos durante o bombardeio, que destruiu dois terços de Lisieux. Em 11 de julho de 1951, a basílica foi consagrada pelo Reverendíssimo Arcebispo de Rouen Joseph-Marie Martin, com o Legado Pontifício Maurice Cardeal Feltin.

## Interior
A construção foi supervisionada por três arquitetos de pai para filho, Cordonnier - Louis Marie, seu filho Louis-Stanislas Cordonnier e seu neto Louis Cordonnier. O estilo romano-bizantino da basílica foi inspirado na Basílica do Sagrado Coração de Paris. Edifício em cruz latina, com nave, coro e transepto. O cruzamento é encimado por uma imponente cúpula. O volume interno é inteiro, sem corredores colaterais ou ambulatórios. Devido à ausência de colunas, todos os que assistem à Missa têm uma visão desobstruída. Grande parte do interior da basílica é coberto com mosaicos.

### Cripta

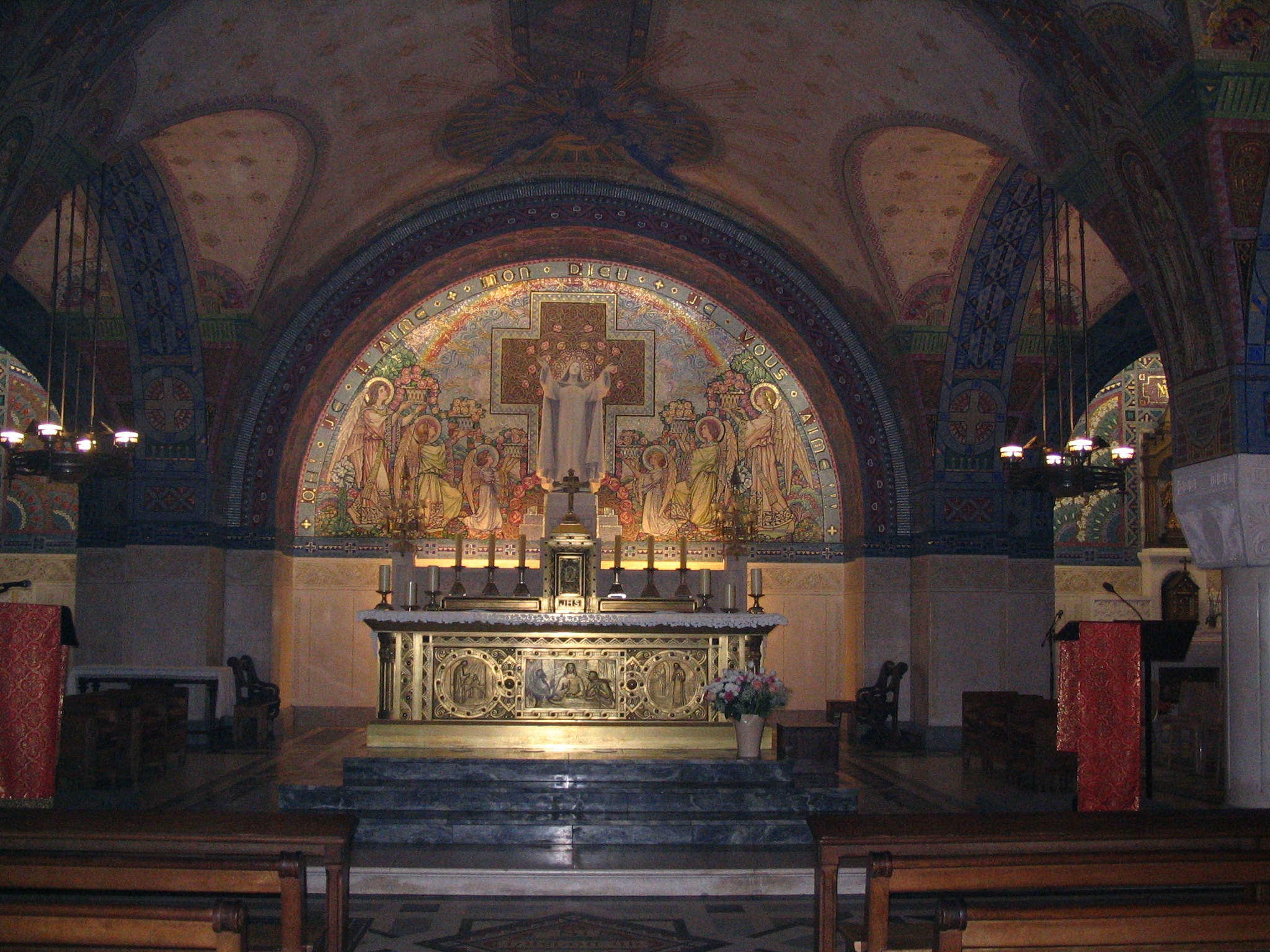
A cripta

Concluída em 1932, a cripta evoca o segredo da vida espiritual de Santa Teresinha. É decorado com mármore e mosaicos que representam algumas cenas da vida de Santa Teresinha: batismo, primeira comunhão, cura milagrosa, compromisso com a vida religiosa, morte.
No verão de 1944, os habitantes da cidade que permaneceram em Lisieux refugiaram-se na cripta da basílica. As Carmelitas de Lisieux, incluindo as duas irmãs sobreviventes de Santa Teresinha, viveram na cripta da basílica naquele verão.

## Exterior
Construída na década de 1960, a torre sineira é separada do edifício principal e situada na praça. Nunca foi totalmente concluído, a prioridade foi dada à caridade. Ele contém 51 sinos, ou 6 a 45 e voa para carrilhão (todas as cores). Ele dá concertos duas vezes por dia. Os sinos foram doados pela Bélgica e Holanda no ex-voto a Santa Teresinha.

### Caminho da cruz
A área a leste da abside abriga uma Via Sacra e túmulos que abrigaram os pais de Santa Teresa, Santos Louis Martin e Marie-Azélie Guérin de 1958 a 2008. As causas de sua beatificação foram introduzidas em 1957. Pela primeira vez na história da Igreja, as duas causas foram unidas pelo Papa Paulo VI. O Papa João Paulo II os declarou veneráveis em 1994 e o Cardeal Saraiva Martins, Legado Papal, anunciou sua beatificação na Basílica de Santa Teresa no Domingo Missionário, 19 de outubro de 2008. Eles foram canonizados pelo Papa Francisco em 18 de outubro de 2015.
Construída em 2000, a capela de culto é um local de oração silenciosa. Ele pode ser acessado através da cripta. Foi oferecido pelo ex-voto irlandês a Santa Teresinha.